# Seleção Chilena de Futsal Masculino
A Seleção Chilena de Futsal representa o Chile em competições internacionais de futsal.

## Melhores Classificações
- Copa do Mundo de Futsal da FIFA - Nunca participou da competição.
- Copa das Confederações de Futsal - 3º lugar em 2013
- Copa América de Futsal - 5º lugar em 2015